# نيكولاس شيافي
نيكولاس شيافي (بالإسبانية: Nicolás Schiavi)‏ هو لاعب كرة قدم أرجنتيني في مركز الوسط، ولد في 1 فبراير 1995 في مدينة رافاييلا في الأرجنتين. لعب مع نادي نوفارا.

## وصلات خارجية
- نيكولاس شيافي على موقع قاعدة بيانات كرة القدم.إي يو (الإنجليزية)
- نيكولاس شيافي على موقع Soccerway.com (الإنجليزية)